# The Coalition
The Coalition (voormalig Zipline Studios, Microsoft Game Studios Vancouver en Black Tusk Studios) is een Canadees computerspelontwikkelaar gevestigd in Vancouver. Het bedrijf werd in 2010 opgericht door Microsoft Studios (hedendaags, Xbox Game Studios).

## Ontwikkelde spellen
| Release | Titel                          | Platform                       |
| ------- | ------------------------------ | ------------------------------ |
| 2011    | Relic Rescue                   | Facebook                       |
| 2012    | Microsoft Flight               | Windows                        |
| 2015    | Gears of War: Ultimate Edition | Windows, Xbox One              |
| 2016    | Gears of War 4                 | Windows, Xbox One              |
| 2019    | Gears 5                        | Windows, Xbox One              |
| 2020    | Gears Tactics                  | Windows, Xbox One, Xbox Series |
| 2021    | Halo: Infinite - Multiplayer   | Windows, Xbox One, Xbox Series |